# Cucq
 Cucq  es una población y comuna francesa, situada en la región de Norte-Paso de Calais, departamento de Paso de Calais, en el distrito de Montreuil y cantón de Montreuil.

## Demografía
| 428 | 489 | 579 | 661 | 690 | 716 | 711 | 707 | 745 | 678 | 694 | 709 | 748 | 721 | 730 | 738 | 829 | 973 | 1 104 | 1 614 | 2 396 | 1 079 | 1 493 | 2 137 | 2 117 | 2 015 | 2 465 | 3 323 | 3 883 | 4 154 | 4 373 | 4 299 | 4 912 |
| Para los censos de 1962 a 1999 la población legal corresponde a la población sin duplicidades (Fuente: INSEE [Consultar]) |     |     |     |     |     |     |     |     |     |     |     |     |     |     |     |     |     |       |       |       |       |       |       |       |       |       |       |       |       |       |       |       |

## Personas relacionadas
- Pauline Parmentier, tenista.